# Wilhelm Bennet
Wilhelm Bennet  était le gouverneur de Halland en Suède de 1728 à 1737.
Il a hérité le Château d'Ellinge en 1724 et a fait des réparations majeures au Château.